# Liste der denkmalgeschützten Objekte in Soběšice
Grundlage dieser Liste der denkmalgeschützten Objekte in Soběšice ist die ÚSKP-Liste (Ústřední seznam kulturních památek České republiky, deutsch Zentrale Liste der Kulturdenkmäler der Tschechischen Republik), die von der tschechischen Denkmalschutzbehörde NPÚ (Národní památkový ústav, deutsch Nationale Denkmalbehörde) seit 1987 geführt wird und an die seit dem Jahr 1850 geschaffenen Listen anschließt.

## Denkmalgeschützte Objekte nach Ortsteilen

### Damíč
| Lage                       | Objekt        | Beschreibung | ÚSKP-Nr.                  | Bild          |
| -------------------------- | ------------- | --- | ------------------------- | ------------- |
| Damíč, Damíč 11 (Standort) | Gehöft Nr. 11 | Ein ländliches Gehöft, in dem sich ursprünglich eine Festung befand. Ländliches Anwesen mit Eingangstor im Südwesten, rechts angrenzenden Ställen, Schuppen. Eine Scheune befindet sich nordöstlich vor dem Tor und ein Wohnhaus nach Nordwesten. | 32927/4-2827 Info Katalog | Gehöft Nr. 11 |

### Mačice
| Lage                                                          | Objekt         | Beschreibung | ÚSKP-Nr.                  | Bild           |
| ------------------------------------------------------------- | -------------- | --- | ------------------------- | -------------- |
| Mačice, bei jižní strany bývalého poplužního dvora (Standort) | Schloss Mačice | Die ursprünglich gotische Festung aus der Mitte des 14. Jahrhunderts wurde im Renaissancestil und später im Barockstil zu einem Getreidespeicher umgebaut, ein Renaissance-Schloss mit barocken und klassizistischen Umbauten, eine Barockbrauerei aus dem Jahr 1724. Das Schloss ist von einem großen Park mit einem Teich umgeben. Das Schloss wird als Wohnraum genutzt. Das Getreidespeichergebäude und seine unmittelbare Umgebung dienten 2014 als Lagerhalle. | 19758/4-2799 Info Katalog | weitere Bilder |